# Bob Becker
Bob Becker (* 22. Juni 1947 in Allentown/Pennsylvania) ist ein US-amerikanischer Perkussionist – insbesondere Xylophonist und Marimbaspieler – und Komponist.

## Leben und Wirken
Becker studierte an der Eastman School of Music Perkussion bei William G. Street und John H. Beck und Komposition bei Warren Benson und Aldo Provenzano. Bereits als Student erhielt er das Performers Certificate der Schule für Auftritte als Solist mit dem Rochester Philharmonic Orchestra. Während seines vierjährigen Postgraduiertenstudium im Weltmusikprogramm der Wesleyan University wurde er mit der Musikkultur Nord- und Südindiens, Afrikas und Indonesiens vertraut.
Mit der Perkussionsgruppe Nexus, zu deren Gründungsmitgliedern er zählt, hatte Becker 1971 die ersten Auftritte. Er tourte mit der Gruppe durch Nordamerika, Europa und Kanada und spielte mit ihr mehr als 25 CDs ein. Als Solist hatte er mit Nexus Auftritte u. a. mit dem New York Philharmonic Orchestra, dem Boston Symphony Orchestra, dem Chicago Symphony Orchestra, dem Philadelphia Orchestra, dem Cleveland Orchestra, dem San Francisco Symphony Orchestra und dem Los Angeles Philharmonic Orchestra und erhielt den Toronto Arts Award und den Banff Centre for the Arts National Award. Mit anderen Mitgliedern vonNexus wurde er 1999 in die Percussive Arts Society Hall of Fame aufgenommen.
Ab 1973 war Becker Mitglied des Ensembles Steve Reich and Musicians. Mit diesem Ensemble trat er als Solist mit dem Israel Philharmonic Orchestra, dem Brooklyn Philharmonic Orchestra, dem New York Philharmonic und dem London Symphony Orchestra auf und spielte Aufnahmen für die Labels Deutsche Grammophon, EMI und Nonesuch ein. Für die Aufnahme von Steve Reichs Music for 18 Musicians erhielt das Ensemble 1998 einen Grammy. Becker spielte in zahlreichen Uraufführungen von Kompositionen Reichs für Perkussion (u. a. Drumming, Marimba Phase, Nagoya Marimbas, Tehillim, Desert Music, City Life).
Weiterhin war Becker (ab 1970) Schüler des Tablameisters Sharda Sahai, eines führenden Vertreters der Benares-Gharana des Tablaspiels. In der Folgezeit trat er mit indischen Musikern wie dem Sarangivirtuosen Ram Narayan, dem Sarodspieler Amjad Ali Khan, dem Komponisten und Flötisten Vijay Raghav Rao und den Sängern Laksmi Shankar, Pandit Jasraj und Jitendra Abisheki auf. Mit dem Sitaristen Peter Row und dem Bansurispieler Steve Gorn bildete er das Vistar Trio. Sein Debüt als Tablasolist hatte er 1982 in Benares.
Auf dem Gebiet der afrikanischen Perkussion arbeitete Becker mit den Meistern Abraham Adzenyah, Gideon Alorwoye und Freeman Donkor und mit dem Mbilaspezialisten Paul Berliner zusammen. Als Vertreter des World Drums Festival der Expo 86 bereiste er 1986 Senegal, Mali, die Elfenbeinküste und Kenia, und er war Mitbegründer und der erste Direktor des Flaming Dono West African Dance and Drum Ensemble in Toronto.
Als Paukist trat Becker u. a. mit dem Marlboro Festival Orchestra unter Pablo Casals auf und tourte mit dem Kirow Ballett und dem Tafelmusik Baroque Orchestra. Als Schlagzeuger und Perkussionist gehörte er mehrere Jahre dem Paul Winter Consort an. Auftritte und Aufnahmen realisierte er auch mit Pierre Boulez’ Ensemble intercontemporain, dem Ensemble Modern, dem Schoenberg Ensemble Amsterdam und den Boston Chamber Players. 2003 und 2004 trat er als Perkussionist mit dem Grand Teton Music Festival Orchestra auf. Als Xylophonsolist war er u. a. Gast beim Blossom Festival, dem Eastern Music Festival und dem Meadow Brook Festival. 1998 trat er als Konzertmeister, Xylophon- und Marimbasolist des Musser Festival Marimba Orchestra unter Frederick Fennell in West Point auf, 2005 als Konzertmeister und Solist des Clair Musser World's Fair Marimba Orchestra an der Northwestern University in Evanston. Zu den Dirigenten, mit denen er zusammenarbeitete, zählen Seiji Ozawa, Zubin Mehta, Christoph Eschenbach, Andrew Davis und Michael Tilson Thomas.
Daneben war Becker auch auf dem Gebiet des Instrumentenbaus aktiv. Für die Malletech Company entwarf er das Bob Becker Concert Xylophone  und einen Xylophonschlägel, der international von Perkussionisten verwendet wird. Bei der Sabian Cymbal Company entstand sein Becker Bowing Cymbal. Die Gesellschaft ehrte ihn 2005 mit dem Lifetime Achievement Award. John S. Pratts International Association of Traditional Drummers ehrte ihn 2006 als Master Drummer. Musical America nahm ihn 2017 in die Gruppe der Top 30 Professionals of the Year auf.

## Werke
- Palta, für Tabla und westliche Perkussionsinstrumente, 1982
- Mudra, Perkussionsquintett, 1990
- There Is a Time, Auftragswerk von Rina Singha und der Danny Grossman Dance Company
- Noodrem, Auftragswerk des Ensemble Slagwerkgroep Den Haag
- Turning Point
- Cryin’ Time nach Gedichten von Sandra Meigs
- Never in Word nach Gedichten von Conrad Aiken
- Time in the Rock nach Gedichten von Conrad Aiken
- Music on the Moon, Auftragswerk des Esprit Orchestra in Toronto
- Preludes, 2011